# Giáo dục các môn khai phóng

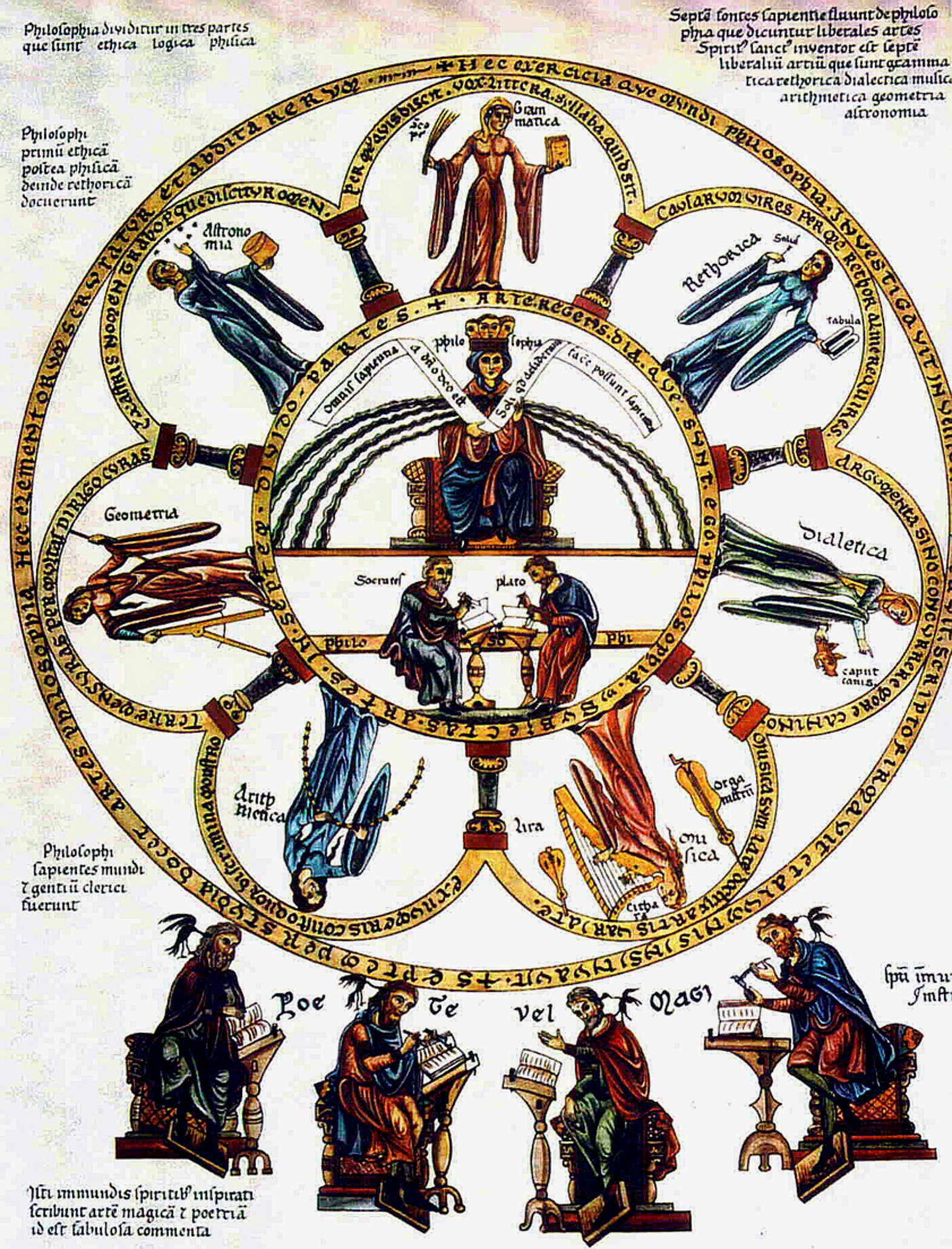
Triết học và Bảy môn khai phóng - Hình minh họa trong tác phẩm Hortus deliciarum của Herrad von Landsberg (thế kỷ 12).

Các môn khai phóng hay các ngành khai phóng (tiếng Anh: liberal arts; tiếng Latinh: artes liberales) là những môn học hay kỹ năng mà trong thời cổ đại được xem là thiết yếu mà một con người tự do (một công dân) cần biết để có thể đóng một vai trò năng động trong đời sống công dân. Ở Hy Lạp cổ đại, những hoạt động này bao gồm tham gia vào các cuộc tranh luận công cộng, tự biện hộ trước tòa, phục vụ với tư cách thành viên bồi thẩm đoàn trong các phiên xét xử, và quan trọng hơn cả là phục vụ trong quân đội. Mục tiêu của những môn học này là để đào tạo ra một con người có đạo đức, có tri thức, và có khả năng diễn đạt ý kiến của mình một cách lưu loát.
Các môn khai phóng trong chương trình giáo dục có nguồn gốc từ thời cổ đại cổ điển, theo thời gian, ý nghĩa của nó có sự thay đổi, chủ yếu là mở rộng ra. Tựu chung, người ta xếp thành bảy môn khai phóng thời cổ đại và trung đại, được chia làm tam khoa (trivium) gồm ngữ pháp, luận lý học, và tu từ học, và tứ khoa (quadrivium) gồm số học, hình học, âm nhạc, và thiên văn học.
Trong thời hiện đại, giáo dục các môn khai phóng (liberal arts education) là một thuật ngữ có thể được hiểu theo những cách khác nhau. Nó có thể chỉ những lĩnh vực nhất định trong văn học, ngôn ngữ, triết học, lịch sử, toán học, tâm lý học, và khoa học. Nó cũng có thể chỉ chương trình học để lấy một số loại bằng cấp học thuật nhất định. Chẳng hạn, Harvard cấp bằng Master of Liberal Arts (Thạc sĩ) trong các ngành khoa học sinh học, khoa học xã hội, cũng như trong các ngành nhân văn. Trong cả hai nghĩa, thuật ngữ "giáo dục các môn khai phóng" thường chỉ đến những gì không phải là những chương trình học chuyên nghiệp, mang tính huấn nghệ, hay kỹ thuật.

## Lịch sử
Trong thời cổ đại, "các môn khai phóng" là những chủ đề học tập được xem là thiết yếu mà một con người tự do phải tinh thông (Latin: liber, có nghĩa là "tự do"). Vào thế kỷ thứ 5 sau Tây lịch, Martianus Capella đã xác định bảy môn khai phóng bao gồm: ngữ pháp, biện chứng, tu từ, số học, hình học, âm nhạc, và thiên văn học. Trong các viện đại học thời Trung cổ, bảy môn khai phóng này được chia thành hai nhóm:
- Tam khoa (Trivium): Ngữ pháp, Luận lý học, Tu từ học.
- Tứ khoa (Quadrivium): Số học, Hình học, Âm nhạc, Thiên văn học.

Hiện nay, các lĩnh vực học thuật có thể bao hàm trong thuật ngữ "các ngành khai phóng" gồm có: Nghệ thuật thị giác, Cổ điển học hay các tác phẩm vĩ đại của văn minh Hy-La, Lịch sử, Ngôn ngữ học, Nhân loại học, Văn học, Toán học, Âm nhạc, Triết học, Khoa học chính trị, Tâm lý học, Nghiên cứu tôn giáo, Khoa học tự nhiên, Khoa học xã hội, và Nghệ thuật trình diễn.